# روزویتا بیندل
روزویتا بیندل (انگلیسی: Roswitha Bindl؛ زادهٔ ۱۴ ژانویهٔ ۱۹۶۵) بازیکن فوتبال اهل آلمان است.
از باشگاه‌هایی که در آن بازی کرده‌است می‌توان به باشگاه فوتبال زنان بایرن مونیخ اشاره کرد.
وی همچنین در تیم ملی فوتبال زنان آلمان بازی کرده‌است.